# Блага (Бакау)
Блага (рум. Blaga) насеље је у Румунији у округу Бакау у општини Деалу Мориј. Oпштина се налази на надморској висини од 179 m.

## Становништво
Према подацима из 2002. године у насељу је живело 252 становника, од којих су сви румунске националности.